# گلیدسویل، نیو ساوت ولز
گلیدسویل (به انگلیسی: Gladesville) یک حومه شهر در استرالیا است که در نیو ساوت ولز واقع شده‌است.